# Szarłata (województwo kujawsko-pomorskie)
Szarłata (też Szarlata) – osada leśna kociewska w Polsce położona w województwie kujawsko-pomorskim, w powiecie świeckim, w gminie Osie w kompleksie Borów Tucholskich na obszarze Wdeckiego Parku Krajobrazowego.
W latach 1975–1998 miejscowość administracyjnie należała do województwa bydgoskiego.
Na terenie wsi znajduje się nieczynny cmentarz ewangelicki.